# کوره (فیلم)
«کوره» (انگلیسی: Furnace (film)) فیلمی در ژانر ترسناک به کارگردانی ویلیام باتلر است که در سال ۲۰۰۷ منتشر شد. از بازیگران آن می‌توان به میکیل پاری، دنی ترخو، تام سایزمور، پل وال، و تیلور کینی اشاره کرد.